# Northwood (telessérie)
Northwood é uma série de televisão dramática americana exibida originalmente pela CBC entre 1991 e 1994, que contava as histórias de jovens que viviam em North Vancouver, Colúmbia Britânica. Foi criada e produzida por Nick Orchard.